# Battaglia della collina Coyotepe
La battaglia della collina Coyotepe è una delle battaglie più note combattute durante l'occupazione statunitense del Nicaragua.

## Svolgimento
Nell'ottobre 1912 un treno al cui interno viaggiavano dei marines diretti alla città di Masaya, prossimo obbiettivo delle forze statunitensi, fu attaccato dai ribelli arroccati nei due forti sulla cima della collina Coyotepe, El Coyotepe in lingua locale. I ribelli aprirono il fuoco sul convoglio dalla cima della collina, causando la reazione statunitense.
La battaglia, che si protrasse dal 3 al 4 ottobre, vide un primo intervento dell'artiglieria statunitense che fece fuoco sulle postazioni nemiche, seguito dall'assalto condotto da circa 750 uomini, di cui 100 al comando di Smedley Butler e 650 al comando di Joseph Henry Pendleton.
La battaglia si concluse con la vittoria delle forze statunitensi. La presa del forte consentì anche di interrompere i rifornimenti destinati ai ribelli che difendevano Masaya.